# Mudug
Mudug (somali: Mudug; árabe: مدق Muduq) é uma região administrativa (gobol) no centro-norte da Somália; sua capital é a cidade de Gaalkacyo.
Atualmente a área ao norte da região e da cidade de Gaalkacyo faz parte do autodeclarado estado autônomo de Puntlândia e a parte ao sul da região e da cidade de Gaalkacyo é controlado por Galmudug, outro estado autodeclarado autônomo dentro da Somália. A região de Galguduud juntamente com Mudug, formou o Estado de Galmudug, um estado autônomo dentro da maior República Federal da Somália, conforme definido pela constituição provisória.